# Hydroglyphus roeri
Hydroglyphus roeri là một loài bọ cánh cứng trong họ Bọ nước. Loài này được Biström & Wewalka miêu tả khoa học năm 1984.